# 地攤經濟

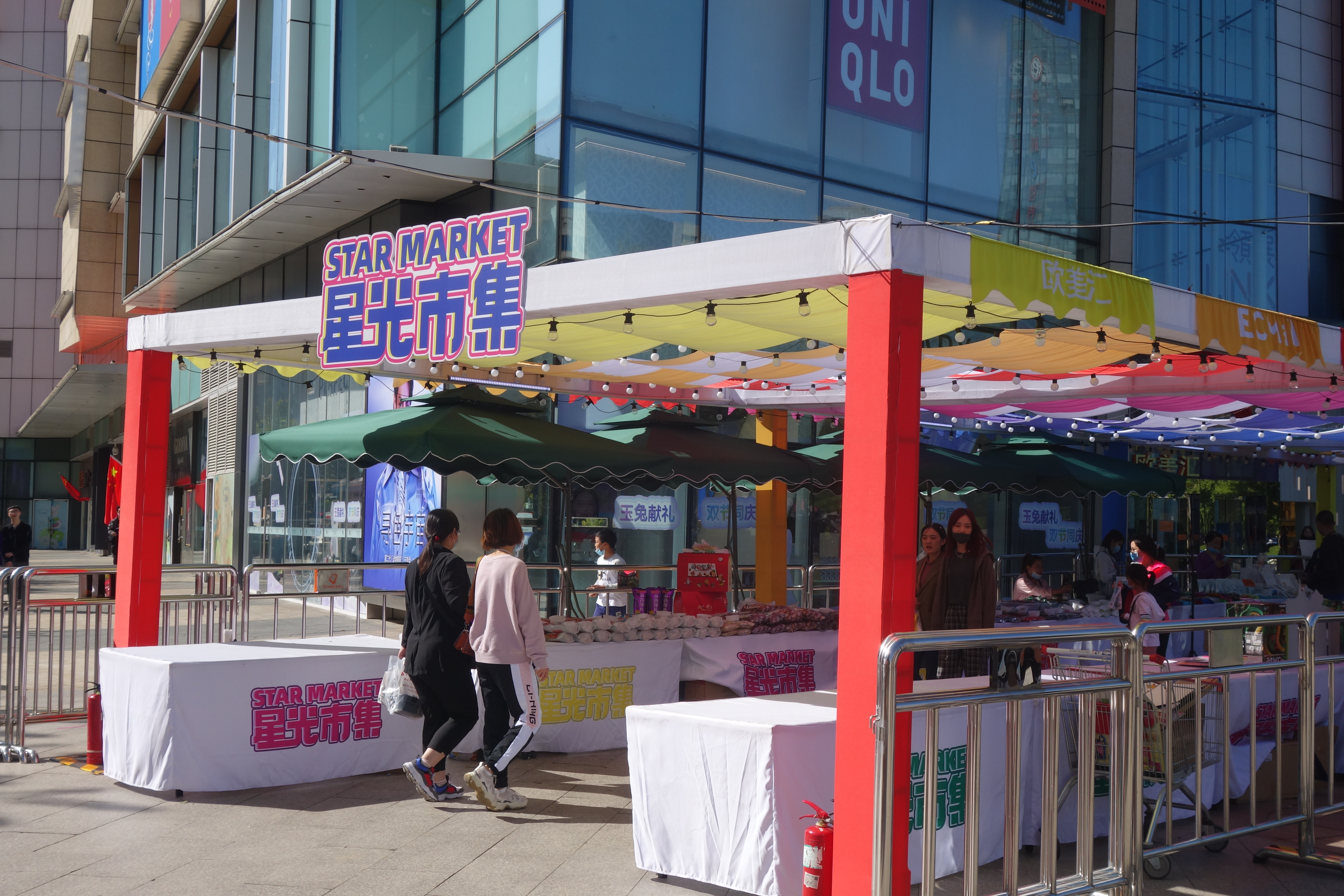
北京市临时集市的热闹景象

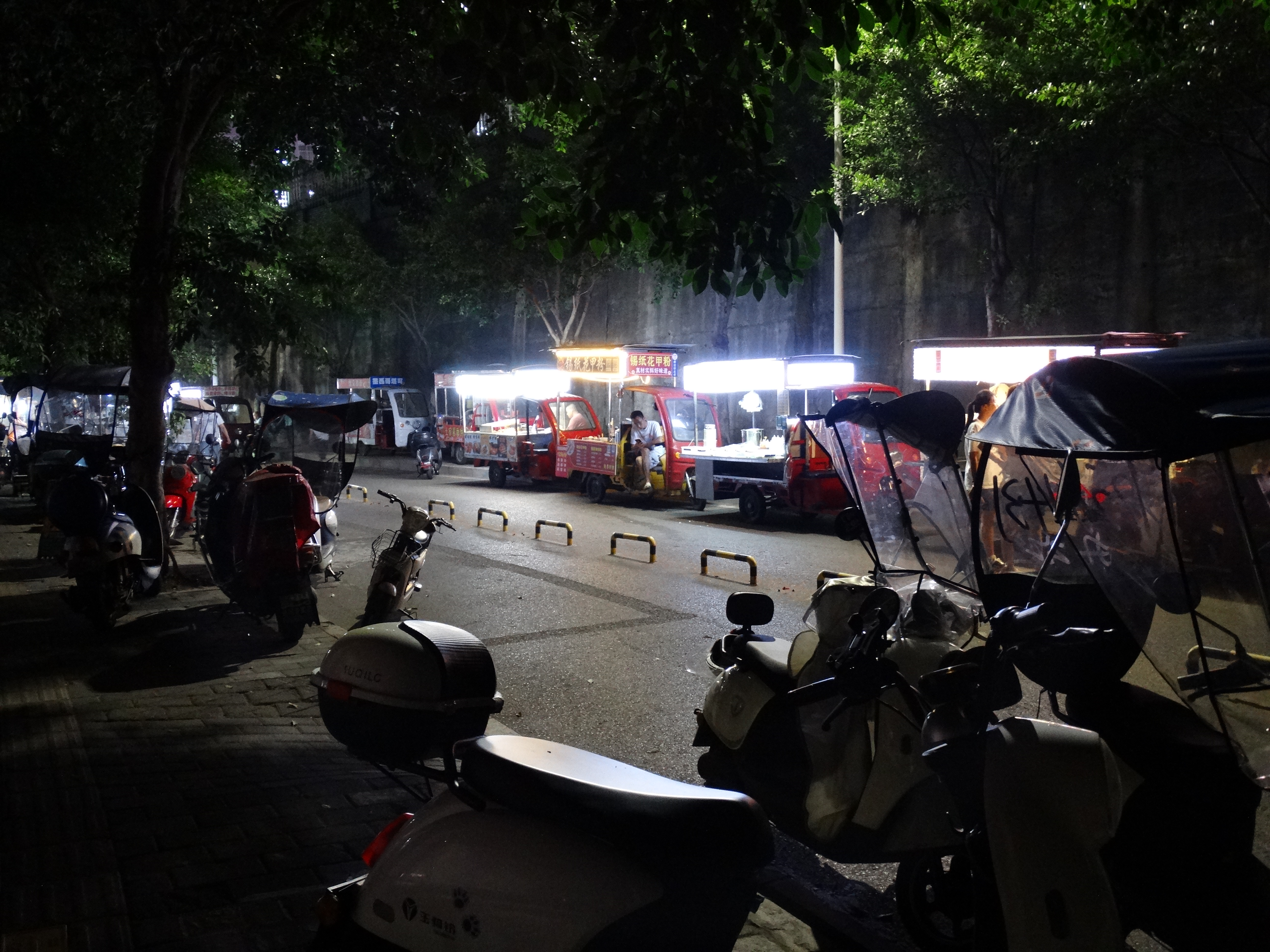
重庆夜间地摊商贩

地攤經濟，是中國國務院總理李克強在2020年提出的經濟政策，目的是利用路邊攤舒緩中國因中美貿易戰和2019冠状病毒病疫情清零政策帶來的失業潮。

## 发展历程
2020年3月14日，成都市城市管理委员会和成都市城市管理行政执法局放开《成都市市容和环境卫生管理条例》第23条并发布《成都市城市管理五允许一坚持统筹疫情防控助力经济发展措施》，出台“五允许一坚持”。措施中允许设置临时占道摊点摊区、允许临街店铺越门经营、允许大型商场开展占道促销、允许流动商贩贩卖经营、允许互联网租赁自行车企业扩大停放区域、坚持柔性执法和审慎包容监管。截至2020年5月31日，成都全市设置的临时摊点2,234个，允许流动商贩经营点20,891个，增加就业岗位10万个以上，中心城区餐饮店铺复工率超过98%。
2020年3月20日，国务院办公厅发布《国务院办公厅关于应对新冠肺炎疫情影响强化稳就业举措的实施意见》。意见中指出，要更好实施就业优先政策，提高复工复产服务便利度，取消不合理审批，坚决纠正限制劳动者返岗的不合理规定。另外，《意见》支持多渠道灵活就业。合理设定无固定经营场所摊贩管理模式，预留自由市场、摊点群等经营网点。时任人力资源和社会保障部副部长游钧表示，这是政府加大为通过平台就业方式来实现就业增收的劳动者的支持力度体现。
2020年5月22日，国务院总理李克强于全国人大会议上作政府工作报告指出，各地要清理取消对就业的不合理限制，促就业举措要应出尽出，拓岗位办法要能用尽用。
2020年5月23日，全国人大代表杨宝玲在全国两会上建议，在进一步加强规范城市管理的同时，因地制宜，释放“地摊经济”的最大活力。杨宝玲建议制定统一的“地摊经济”准入许可标准、从业资格条件和商品入市手续，采取颁发资格证、许可证等方式，给予“地摊经济”与从业者合法地位。
2020年5月27日，中央精神文明建设指导委员会办公室适应常态化疫情防控形势，在今年全国文明城市测评指标中，已明确要求不将占道经营、马路市场、流动商贩列为考核内容，促进恢复经济社会秩序、满足群众生活需要。
2020年5月28日，李克强在第十三届全国人大第三次会议结束後，按惯例出席了总理记者会。李克強在記者會上也交代了中國當前有6億人口的每個月收入只有1000元人民幣左右。2020年正值中共中央總書記習近平提出的脫貧收官之年和全面建成小康社會，李克強的言論引發國內外廣泛爭議。
2020年6月1日，李克強前往山東省考察，再次強調了地攤經濟的重要性。他表示地摊经济、小店经济是就业岗位的重要来源，是人间的烟火，和“高大上”一样，是中国的生机。兩會結束後，不少省市开始放松对流动摊贩的管理，支持地摊经济重新回归城市。

## 各方面的反应
中国多家企业响应李克强的号召推出地摊经济扶持计划，包括京东 “星星之火”计划、微信支付 “全国小店烟火计划” 、美团 “春风行动”百万小店计划，苏宁推出「夜逛合伙人」计划，阿里1688「地摊经济」帮扶计划等，为“人间烟火”再添助力。。
由於地攤小販會帶來一定的街道衛生等城市管理問題，北京市的城管部門表示，會依法嚴格查處佔道擺攤等違法行為。此前，中共北京市委書記蔡奇上任後，下令整頓北京低端人口的過程中，路邊攤販等不符合城市秩序的經營活動大多已經被取締。
2020年6月6日，《人民日报》发表社论《地摊经济，升温不能“发烧”》，肯定了地摊经济拉动经济发展、增加就业。可谓是复苏城市烟火气，也恢复经济景气。在地摊经济的监管问题上，应该在柔性执法中审慎包容，在审慎包容中柔性执法，探索治理效能最大化，实现多赢。
2020年6月7日，《北京日报》发表社论《地摊经济不适合北京》。社论指出“地摊经济”要坚持从自身实际出发，不能盲目跟风。北京作为中华人民共和国首都，必须注重保持城市应有的秩序，不应也不能发展那些不符合首都城市战略定位、不利于营造和谐宜居环境的经济业态。地摊经济于北京不仅不利于树立良好的首都形象和国家形象，也不利于促进经济高质量发展。社论还指出要坚定有序推进疏解整治促提升专项行动，狠抓城市精细化管理，稳步增强着全社会对精细化治理的共识和信心。同天，中国中央电视台也发表社论《地摊经济”不能一哄而起》，肯定了北京日报的观点。社论指出“地摊经济”一旦一哄而起，各个城市多年积累的精细化管理成效就会功亏一篑。社论还指出，惟有构建科学高效的治理之道，城市才能更健康。
北京政治学者吴强在接受BBC中文网记者采访时称：认为地摊经济的政策分歧，一定程度上反映了以中共中央总书记习近平与国务院总理李克强分别为代表的中共中央与国务院之间的内部权力斗争。法国国际广播和自由亚洲电台还将李克强比作与其同姓的李鸿章，将其形容为“裱糊匠”“李中堂”等。法国国际广播电台亦刊登一则作者为安德烈的文章，该文章将习李之间的矛盾与文化大革命前的中共中央主席毛泽东与中国国家主席刘少奇之间的路线分歧相比。
2020年10月16日，據北京日報報道，北京市當局出台《关于疫情常态化防控期间临时占用公共空间开展特色经营活动的有关工作意见》，允許符合規定的商家摆摊设点。北京日報記者表示，此次出台的規定與乱摆乱设的地摊经济有明顯區別。
2022年以来，中共中央总书记习近平主导的“清零政策”及伴随的封锁措施，已经严重地影响了中国经济发展。有不少分析认为，继续实行严格的清零政策将使中国经济持续处于衰退状态。
2022年9月22日，上海市人大常委會通過修訂《上海市市容環境衛生管理條例》，改變以往全面禁止散發商業性宣傳品和擺攤經營的做法，容許擺地攤，新規訂於同年12月1日開始實行。
2023年5月，深圳市人大常委会通过修订《深圳经济特区市容和环境卫生管理条例》，优化了摆卖、设摊经营管理方式，“摆地摊”不再被全面禁止。新规自2023年9月1日起实施。